# C15H14
化学式C15H14（摩尔质量：194.27 g/mol）可指：
- 二苯并环庚烯，CAS号：833-48-7
- 2,3-二甲基芴，CAS号：4612-63-9
- 9,9-二甲基芴，CAS号：4569-45-3
- 4-甲基二苯乙烯，CAS号：4714-21-0
- 1,1-二苯基环丙烷，CAS号：3282-18-6

|  | 这个同类索引页列出了具有相同分子式的化学物（即同分異構體）条目。 除非您是有意链接至本页，否则应将相应条目的内部链接指向正确的条目。 |